# Gaius Bellicius Flaccus Torquatus Tebanianus
Gaius Bellicius Flaccus Torquatus Tebanianus war ein im 1. und 2. Jahrhundert n. Chr. lebender Angehöriger des römischen Senatorenstandes. In zwei Inschriften wird sein Name als Gaius Bellicius Torquatus angegeben, in einer Inschrift und in einem Militärdiplom als Gaius Bellicus Torquatus und in einer weiteren Inschrift als Gaius Bellicius Flaccus Torquatus.
Durch mehrere Inschriften und durch das Militärdiplom ist belegt, dass Bellicius Torquatus im Jahr 124 zusammen mit Manius Acilius Glabrio ordentlicher Konsul war. Seine Söhne waren Gaius Bellicius Torquatus, ordentlicher Konsul im Jahr 143 und Gaius Bellicius Calpurnius Torquatus, ordentlicher Konsul im Jahr 148.